# Coucy (hrad)

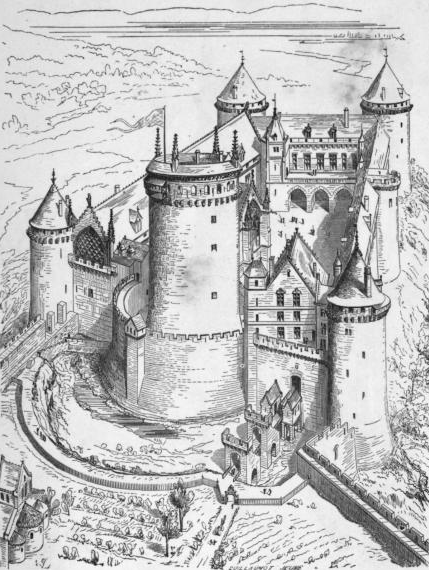
Hrad Coucy (Viollet-le-Duc)

Coucy je zřícenina středověkého hradu u obce Coucy-le-Château-Auffrique ve francouzském departementu Aisne.

## Historie
První zmínka o hradu pochází z roku 920, kdy na skalním ostrohu s výhledem nad údolím řek Ailette a Oise nechal postavit remešský arcibiskup Hervé první stavbu hradu s kaplí. Jeho nástupce Oderic přenechal místo hraběti Eudesovi, který se tak stal prvním pánem z Coucy. Roku 1223 za doby Enguerranda III. z Coucy započala stavba gigantického hradu, která trvala pouhých sedm let. Vlastník Coucy svého času vedl panskou ligu stojící v opozici proti královně vdově a nové sídlo mělo svou velikostí konkurovat Louvru francouzských králů. Obrovský hradní donjon vysoký 60 m a 30 m v průměru byl nejmohutnější stavbou Evropy.
Enguerrandův prapotomek Enguerrand VII., zeť anglického krále okolo roku 1380 hrad dále rozšířil a zmodernizoval. Po jeho smrti získal hrad francouzský princ Ludvík. Za vlády Ludvíka XII. coucyovské državy připadly francouzské koruně. V 17. století se ve zdech hradu sdružovali příznivci Frondy, což vyděsilo kardinála Mazarina natolik, že nechal část hradu vyhodit do povětří. Mohutný donjon však zůstal na svém místě a poničilo jej až zemětřesení 18. září 1692, kdy se v jeho zdech objevila obrovská trhlina.
| „                       | Vedle tohoto obra jsou i nejmohutnější věže pouhé věžičky... | “ |
| — Eugène Viollet-le-Duc |                                                              |   |

Slavný francouzský architekt, zachránce mnoha středověkých památek Viollet-le-Duc v 19. století nechal věž stáhnout železnými obručemi, opravit střechu a snažil se dosazením správce zamezit dalšímu kradení kamení. Osudnou se stala donjonu první světová válka, kdy generál Ludendorff nechal hrad napěchovat trhavinami. Zachovalo se vnější opevnění, brána s ozdobným překladem,podzemní síně a chodby.